# Ancestreuma ryvkini
Ancestreuma ryvkini är en mångfotingart som först beskrevs av Shear 1990.  Ancestreuma ryvkini ingår i släktet Ancestreuma och familjen Diplomaragnidae. Inga underarter finns listade i Catalogue of Life.